# Drosanthemum fulleri
Drosanthemum fulleri är en isörtsväxtart som beskrevs av L. Bol. Drosanthemum fulleri ingår i släktet Drosanthemum och familjen isörtsväxter. Inga underarter finns listade i Catalogue of Life.